# Lenny Borges
Lenny Alexander Borges (* 30. April 2001 in Salzwedel) ist ein deutscher Fußballspieler. Er ist auf der rechten Außenbahn variabel einsetzbar und steht bei Holstein Kiel unter Vertrag. Darüber hinaus ist Borges ehemaliger Nachwuchsnationalspieler.

## Karriere

### Verein

#### Jugendzeit in Deutschland und Mailand
Borges stammt aus Salzwedel in Sachsen-Anhalt, begann aber in Niedersachsen als Vierjähriger mit dem Vereinsfußball. Verantwortlich dafür war sein Vater Sascha, der selbst im Amateurbereich spielte. Über den TuS Woltersdorf und den Lüneburger SK Hansa landete der Junge schließlich als E-Jugendlicher im Nachwuchsleistungszentrum des Hamburger SV. Mit dessen B1-Junioren nahm Borges am Spielbetrieb der B-Junioren-Bundesliga teil und spielte in der Saison 2016/17 neben den späteren Profis des 2000er-Jahrgangs wie Josha Vagnoman oder Jonas David in einer Viererkette auf der rechten defensiven Außenbahn oder in der Innenverteidigung, während Fiete Arp für das Toreschießen zuständig war. Bis zum Alter von 12 hatte Borges eigenen Aussagen zufolge selbst noch als Angreifer gespielt. Im Vergleich mit Teams wie Werder Bremen, RB Leipzig oder Hertha BSC war die Mannschaft in den beiden Jahren, in denen Borges für sie spielte, sowohl in Bezug auf den Tabellenplatz wie auch die Gegentorquote stets unter den besten Vier. In der Saison 2017/18 rückte Borges fest auf die rechte Außenbahn, die er nun defensiv wie offensiv bespielte, was ihm unter anderem sechs Torerfolge einbrachte. Bei den A-Junioren, zu denen er zur Saison 2018/19 mit einigen Mannschaftskameraden aufrückte, behielt der Sachsen-Anhalter diese Rolle bei. Marinus Bester, ehemaliger Bundesligaspieler, hatte im Jahr 2016 eine Stelle als „Talentbegleiter“ im Verein besetzt und betreute Borges während dessen Zeit in der U19. Diesem fiel der Junge besonders positiv auf, wenn dieser auf der Außenbahn zu Sprints ansetzte und Zweikämpfe führte. Bester schrieb seinem Schützling schon damals eine „hohe Qualität“ wie auch eine „bessere technische Veranlagung“ im Vergleich zu anderen Spielern zu. Ein weiteres Indiz dafür war auch die Verleihung des Preises zum Jugendspieler des Jahres 2019 im HFV. Borges folgte damit auf Spieler wie Jonathan Tah, Fiete Arp oder Mats Köhlert.
Sowohl der Hamburger Sportvorstand Jonas Boldt wie auch der ihm unterstellte Sportdirektor Michael Mutzel plädierten in der Folge für einen Verbleib des Spielers und kommunizierten dies auch ihm gegenüber. Borges hätte laut Bester „nicht die Chance gesehen, zeitnah regelmäßig bei den Profis mittrainieren zu können. Mit der Schule war er bereits fertig, deshalb hat ihn in Hamburg nicht mehr viel gehalten.“ Denn im Sommer 2019 erhielt der mittlerweile Volljährige ein Angebot der AC Mailand, in ihre Nachwuchsakademie nach Italien zu wechseln. In Mailand wurde der Flügelspieler zunächst regelmäßig vom ehemaligen Profi und nunmehrigen Jugendtrainer Federico Giunti bei der U19 eingesetzt, verletzte sich dann aber im November und fiel bis Ende Februar 2020 aus; Mitte März wurde dann analog zum Rest von Europa der Spielbetrieb in den Juniorenligen bis zum Sommer eingestellt.

#### FC Bayern München
Aufgrund dieser für ihn persönlich unbefriedigenden Situation folgte ein Wechsel zurück nach Deutschland, als ihn der FC Bayern München im September 2020 leihweise bis zum Ende der Saison 2020/21 für seine Drittligamannschaft verpflichtete. Scouts des Vereins hatten Borges bereits zu dessen Zeit in Hamburg beobachtet und nun die Chance für eine Einigung gesehen. Zumal, so Campusleiter Jochen Sauer, „nur begrenzt gute Außenverteidiger auf dem Markt verfügbar wären“ und Borges’ Schnelligkeit, technische Fähigkeiten und Präzision beim Flanken in „das Spielsystem der Mannschaft“ passten. Sauer räumte aber auch ein, dass der Spieler noch Defizite in der Verteidigung sowie in Bezug auf seine Athletik hätte und sich in Ermangelung an Spielpraxis noch an die härtere und qualitativ höherwertige Spielweise im Herrenbereich gewöhnen müsste. Nach drei Kurzeinsätzen für die Münchner zog sich Borges im Herbst 2020 eine Muskelverletzung zu und fiel langfristig aus. Im Februar 2021 kam der Rechtsverteidiger zu einem weiteren Einsatz für die Mannschaft, mit der er am Saisonende in die Regionalliga Bayern abstieg.

#### Rückkehr nach Mailand
Zur Saison 2021/22 kehrte der 20-jährige Borges nach Mailand zurück. Er wurde jedoch nicht in den Profikader integriert, trainierte aber mit diesem. Ansonsten kam er nach einer Knieverletzung vereinzelt als älterer Spieler in der Campionato Primavera 1 zum Einsatz. Im Anschluss an die Saison äußerte sich der Spieler gegenüber dem Portal transfermarkt.de mit den Worten „Aktuell stehe ich noch unter Vertrag bei der AC Mailand. Mein Berater steht mit dem Verein aktiv im Austausch, um eine gute Lösung für alle Beteiligten zu finden. Grundsätzlich möchte ich wieder nach Deutschland. Dabei geht es mir nicht um die Ligahöhe, sondern um meine persönliche Perspektive bei dem jeweiligen Verein. Ich habe mein Ziel, eines Tages in der Bundesliga zu spielen, nie aus den Augen verloren – dafür gilt es jetzt, eine gute Basis zu legen und die richtigen Schritte zu gehen.“ zu seiner Situation. Am Saisonende verließ Borges die Mailänder.

#### Holstein Kiel
Anfang Februar 2023 schloss sich Borges der zweiten Mannschaft von Holstein Kiel in der viertklassigen Regionalliga Nord an. Er unterschrieb einen Vertrag bis zum Ende der Saison 2022/23. Nach dem Aufholen seines Trainingsrückstands kam er ab Anfang April 2024 6-mal zum Einsatz, stand 2-mal in der Startelf und erzielte ein Tor. Anschließend blieb er der Kieler Zweitvertretung auch in der Saison 2023/24 erhalten.

### Nationalmannschaft
2017 und 2018 kam Borges für deutsche Nachwuchsteams zum Einsatz und absolvierte für diese 15 Länderspiele.

## Auszeichnung
- HFV-Jugendspieler des Jahres 2019